# Rathaus Hoffnungsthal

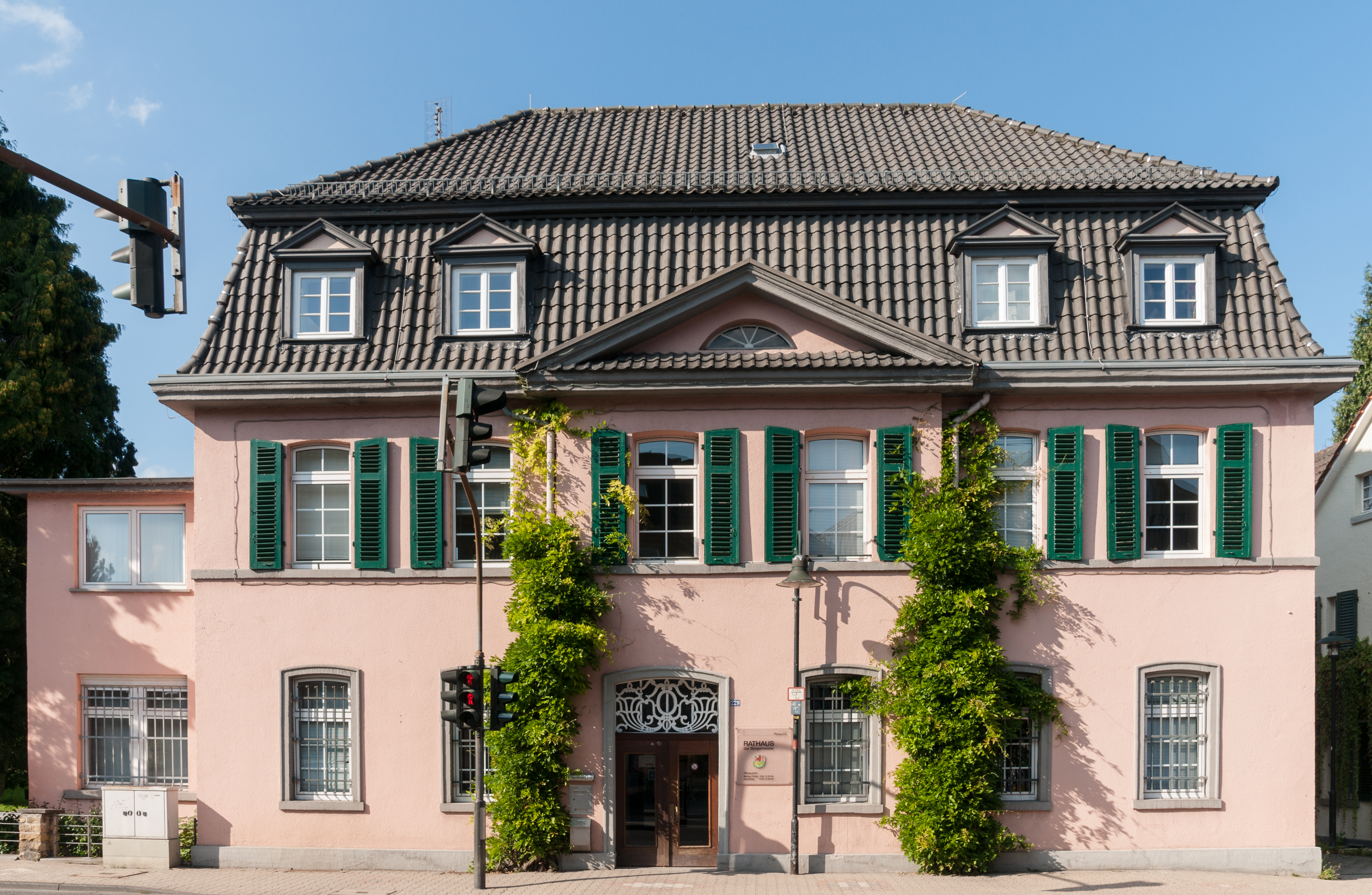
Historisches Rathaus in Hoffnungsthal

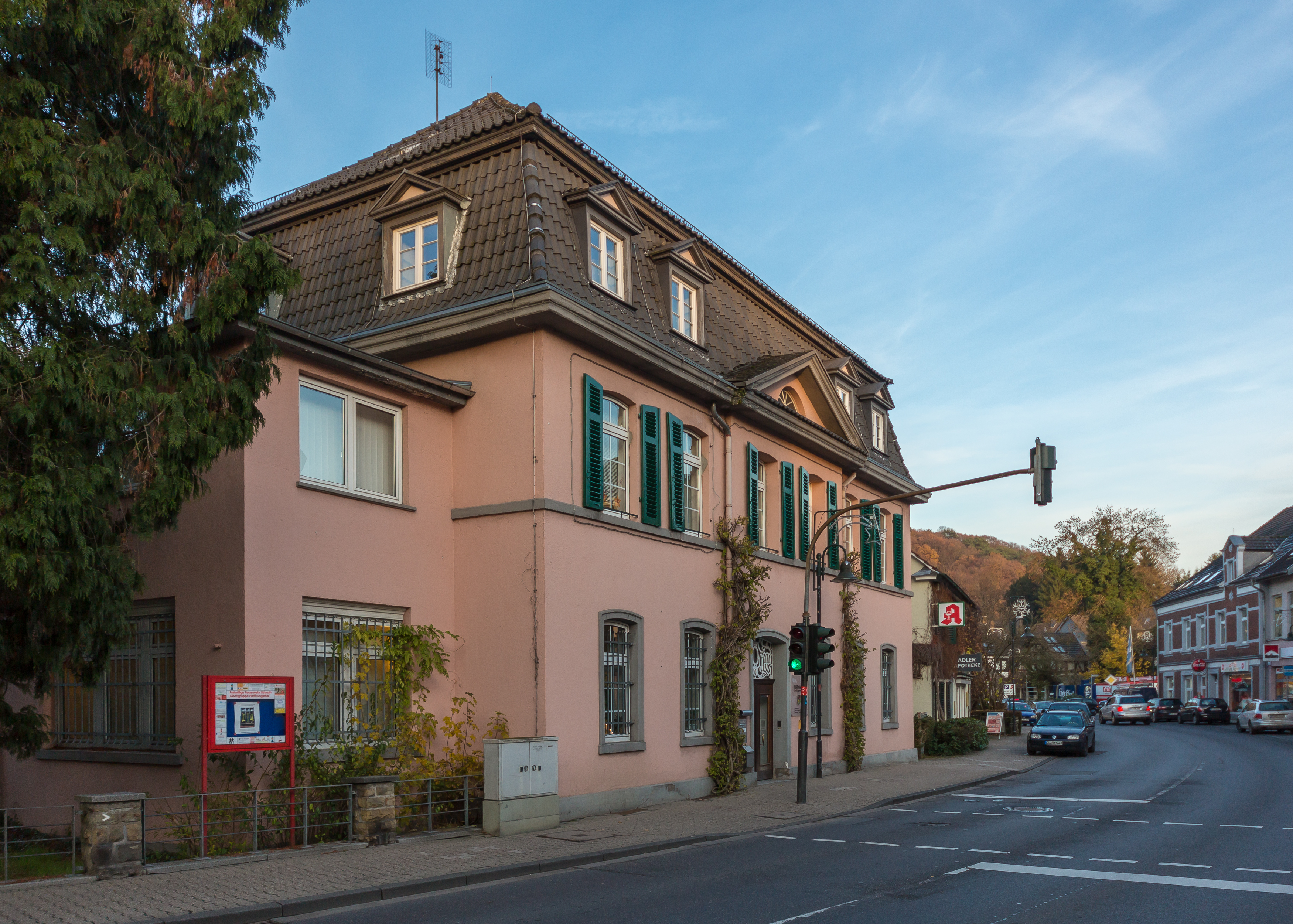
Denkmal Nr. 3 der Liste der Baudenkmäler in Rösrath

Das Rathaus Hoffnungsthal ist ein denkmalgeschütztes Gebäude an der Hauptstraße 229 in Hoffnungsthal, einem Stadtteil von Rösrath im Rheinisch-Bergischen Kreis (Nordrhein-Westfalen).

## Geschichte
Das Gebäude wurde 1865 als „neues Schulhaus“ mit zwei Klassenräumen, einem Lehrmittelraum sowie einer Lehrerwohnung im Dachgeschoss errichtet. Mit den Mieteinnahmen eines weiteren Gästezimmers konnte 1873 das begehrte Bild „Kaiser Wilhelm“ angeschafft werden. Als die Schülerzahl in der zweiten Hälfte des 19. Jahrhunderts rapide anstieg und außerdem die Kinder in Lüghausen ihr Schulgebäude durch Brand verloren, wurde ein neues Schulgebäude am Knipperbach errichtet, das heute noch die Hoffnungsthaler Grundschule beherbergt.
Während vorher die Rösrather Bürgermeister bis dahin in ihrer Residenz arbeiteten – Bürgermeister Franz Wilhelm Gammersbach ab 1808 im Haus Steeg und ab etwa 1830 in Haus Venauen, Robert Rohr in Schloss Eulenbroich und Franz Leyhausen in seinem Hoffnungsthaler Wohnhaus – diente das Gebäude ab den 1880er Jahren als öffentliches „Bürgermeisteramt Volberg“. Die aufstrebende Industrie am ehemaligen "Hoffnungsthaler Hammer" prägte dann auch den Ortsnamen Hoffnungsthal und drängte die über 1000 Jahre alte Bezeichnung Volberg in den Hintergrund, was zu einigen Protesten führte.
Das "Bürgermeisteramt", das zunächst bescheiden in einem Nebengebäudes untergebracht war, wurde nach dem Umzug der Schule in den Neubau am Knipperbach auch das Hauptgebäude Verwaltungssitz der Gemeinde. Im Zuge eines überall spürbaren wirtschaftlichen Aufschwungs wurden zu Beginn des 20. Jahrhunderts Wünsche nach einem repräsentativen Umbau laut. Beauftragt wurde kein Geringerer als der bekannte Architekt Hermann Eberhard Pflaume, der zuvor bereits Schloss Eulenbroich umgebaut hatte. Nach zweijähriger Bauzeit konnte das Gebäude 1913 zum zweiten Mal eingeweiht werden.

## Baubeschreibung
Das in der Mitte des 19. Jahrhunderts entstandene Gebäude wurde 1912–1913 erweitert. Es handelt sich um einen zweigeschossigen, verputzten Backsteinbau mit Mansarddach, giebelgekröntem Mittelrisalit und Dachgauben. Das sechsachsige Traufhaus ist mit Sprossenfenstern mit Schlagläden versehen, die jedoch im Untergeschoss fehlen. Das Oberlicht der nicht original erhaltenen Tür ist mit einem neubarocken Holzwerk-Gitter versehen. Die Fenstergewände im Erdgeschoss sind profiliert.

## Denkmalschutz
Das Rathaus Hoffnungsthal wurde als Baudenkmal Nr. 3 in die Liste der denkmalgeschützten Bauwerke der Stadt Rösrath aufgenommen.

## Rezeption
Das Rathaus Hoffnungsthal wurde im Dezember 2013 als "Denkmal des Monats" der Öffentlichkeit präsentiert. Mit dem Anspruch, die Anliegen des Denkmalschutzes und der lokalen Geschichtsforschung ins Bewusstsein der Bürger zu rücken, rückt das „Denkmal des Monats“ jedes Jahr zehn Denkmäler oder denkmalwürdige Objekte der Stadt Rösrath ins Licht der Öffentlichkeit. Die Auswahl der Denkmäler erfolgt durch ein Gremium, bestehend aus Vertretern des Stadtrates, der Stadtverwaltung, des Geschichtsvereins Rösrath sowie einem fachkundigen Bürger.